# Mosina Pomorska
Mosina – nieczynny przystanek stargardzkiej kolei wąskotorowej w Mosinie, w województwie zachodniopomorskim, w Polsce. Przystanek został zamknięty 1 czerwca 1996 roku.